# Ullabritt Horn
Ullabritt Horn (* 16. Juni 1956 in Bremerhaven; † 17. Dezember 2017 in Franken) war eine deutsche Regisseurin, Drehbuchautorin und Produzentin von Dokumentarfilmen.

## Leben
Mitte der 70er Jahre war sie  Mitbegründerin des Nürnberger „Kino im Komm“, das sich auf politische und kulturelle Filme spezialisiert hatte. Sie studierte Theaterwissenschaft und realisierte 1979 ihren ersten Film, gemeinsam mit Margareta Heinrich. Einer ihrer ersten Filme widmet sich dem Leben der russischen Revolutionärin Alexandra Kollontai. A Man Can Make a Difference begleitet Ben Ferenc, Hauptankläger in den Nürnberger Prozessen. 2018 widmete das Filmhaus Nürnberg ihr eine Hommage.
Ullabritt Horn verstarb im Dezember 2017 im Alter von 61 Jahren.

## Auszeichnungen
- 2015 Preis der Stadt Nürnberg („Nürnberg-Stipendium“)
- 2015 Bester Dokumentarfilm bei den Biberacher Filmfestspielen für A Man Can Make a Difference
- 2015 Prädikat „besonders wertvoll“ der Deutschen Film- und Medienbewertung (FBW) für A Man Can Make a Difference
- 2016 Cinema for Peace Award, Nominierung für A Man Can Make a Difference[4]

## Filmografie
- 1983: Ich habe viele Leben gelebt. Alexandra Kollontai – Ein Portrait
- 1983: Genossinnen
- 1993: Bitte grüße mich nie mehr!
- 1997: Wir vergessen nichts und nie
- 2002: Ein Chinese mit dem Kontrabaß
- 2004: Die Nürnberger Künstlergruppe „Der Kreis“
- 2006: Stolz und Trauer – Was von der AEG-Familie bleibt
- 2006: Ge-Metzel am Hauptmarkt
- 2013: Herz oder Stern
- 2015: A Man Can Make a Difference